# ديموغرافيا العصور الوسطى

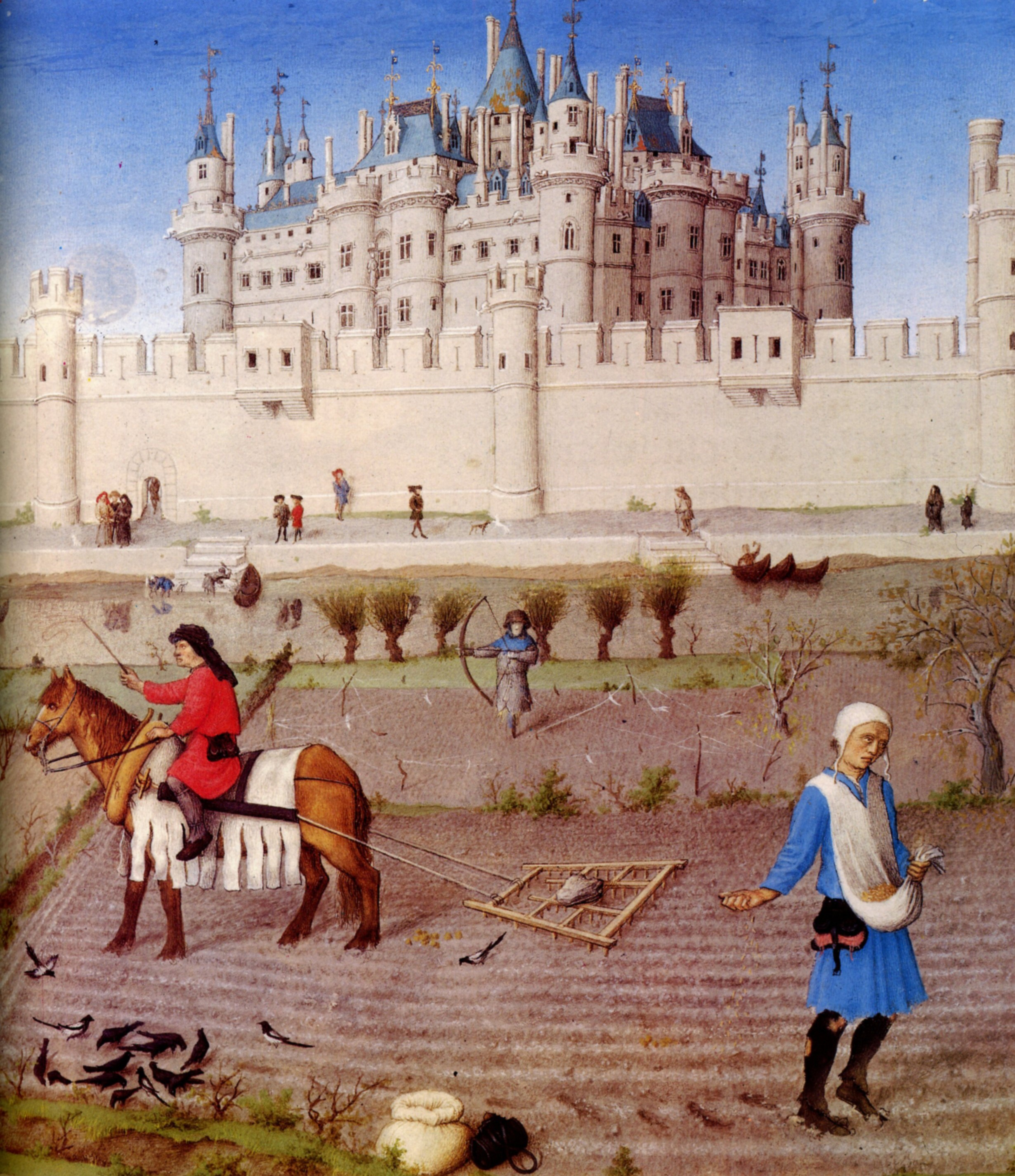

ديموغرافيا العصور الوسطى (بالإنجليزية Medieval demography) هي دراسة الديموغرافيا البشرية في أوروبا ومنطقة البحر الأبيض المتوسط خلال العصور الوسطى. تقدر وتسعى إلى بيان عدد الأشخاص الذين عاشوا خلال فترة العصور الوسطى، والاتجاهات السكانية، والعمر المتوقع، وهيكل الأسرة، والقضايا ذات الصلة. تعتبر الديموغرافيا عنصرًا حاسمًا في التغيير التاريخي عبر العصور الوسطى.
بقي عدد سكان أوروبا عند مستوى منخفض في العصور الوسطى المبكرة، وازدهر خلال العصور الوسطى العليا ووصل إلى ذروته نحو عام 1300، ثم تسبب عدد من الكوارث في انخفاض حاد، كانت تلك الكوارث موضوع نقاش من جانب المؤرخين. بدأت مستويات السكان بالتحسن في أواخر القرن الخامس عشر، واكتسبت زخمًا في أوائل القرن السادس عشر.
يعتمد علم الديموغرافيا في العصور الوسطى على مجموعة متنوعة من الأدلة، مثل السجلات الإدارية، والوصايا، وأنواع أخرى من السجلات، والبيانات الميدانية الأثرية، والبيانات الاقتصادية، والتاريخ المكتوب. كثيرًا ما تكون البيانات غير كاملة و/أو غامضة، لذلك ينشأ خلاف كبير بين ديموغرافيي العصور الوسطى.

## التاريخ الديموغرافي لأوروبا
يمكن تصنيف مستويات سكان أوروبا خلال العصور الوسطى تقريبيًا:
- 400-600 (العصور القديمة المتأخرة): انخفاض عدد السكان.
- 600-1000 (العصور الوسطى المبكرة): مستقر عند مستوى منخفض، مع نمو متقطع.
- 1000-1250 (العصور الوسطى العليا): الازدهار السكاني والتوسع.
- 1250-1348 (العصور الوسطى المتأخرة): مستقر أو ارتفاع متقطع على مستوى عالٍ، مع هبوط في 1315-1717 في إنجلترا.
- 1348-1420 (العصور الوسطى المتأخرة): انخفاض حاد في إنجلترا وفرنسا، ونمو في شرق أوروبا الوسطى.
- 1420-1470 (العصور الوسطى المتأخرة): مستقر أو هبوط متقطع إلى مستوى منخفض في أوروبا الغربية، ونمو في شرق وسط أوروبا.
- 1470 - فصاعدًا: اكتسب النمو البطيء زخمًا في أوائل القرن السادس عشر.

### العصور القديمة المتأخرة
شهدت العصور القديمة المتأخرة مؤشرات مختلفة لبداية انحدار الحضارة الرومانية، بما في ذلك التحضر، والتجارة البحرية، ومجموع السكان. عُثر على 40% فقط من حطام السفن في البحر الأبيض المتوسط في القرن الثالث مقارنة مع الأول. خلال الفترة من 150 إلى 400، مع ظهور متقطع للطاعون، تراوح عدد سكان الإمبراطورية الرومانية من 70 إلى 50 مليون، تلاه انتعاش جيد إلى حد ما وإن لم يكن بالمستويات السابقة لبداية الإمبراطورية. عانت الإمبراطورية من الاضطرابات خلال العقود (من 250 إلى 270)، وبعد 250 عامًا من النمو الاقتصادي بدأ انخفاض السكان التدريجي الخطير في الشرق والغرب فقط في القرن الخامس بسبب ظهور الطاعون الدبلي في عام 541. تشمل الأسباب المباشرة لانخفاض عدد السكان الطاعون الأنطوني (165-180)، والطاعون القبرصي (250 إلى نحو عام 260)، وأزمة القرن الثالث. من المحتمل أن عدد السكان الأوروبيين وصل حده الأدنى خلال أحداث الطقس القاسية من 535-536 ولاحقًا طاعون جستنيان (541-542). ربط البعض هذا التحول الديموغرافي مع أسوأ فترة للهجرة، عندما أدى انخفاض درجات الحرارة العالمية إلى تلف المحاصيل الزراعية.

### العصور الوسطى المبكرة
ضرب وباء الطاعون منطقة البحر الأبيض المتوسط، ومعظم أوروبا، في القرن السادس.
شهدت العصور الوسطى المبكرة نموًا سكانيًا ضئيلًا نسبيًا، كان التحضر أدنى بكثير من الأوج الروماني، مما يعكس انخفاض المستوى التكنولوجي، والاضطرابات التجارية والسياسية والاجتماعية والاقتصادية المحدودة التي تفاقمت بسبب توسع الفايكنغ في الشمال، والتوسع العربي في الجنوب، والشرق الأوسط، وحركة السلاف والبلغار، وبعد ذلك المجريين في الشرق. كانت هذه الحياة الريفية الغامضة سببًا في تحفيز التنمية الإقطاعية وتنصير أوروبا. تقديرات إجمالي سكان أوروبا متضاربة، لكن في زمن شارلمان، يعتقد أن ما بين 25 و30 مليون نسمة، ربما نصفهم في الإمبراطورية الكارولنجية التي حكمت فرنسا الحديثة، والبلدان المنخفضة، وألمانيا الغربية، والنمسا، وسلوفينيا، شمال إيطاليا وجزء من شمال إسبانيا. ظلت معظم المستوطنات التي تعود إلى القرون الوسطى صغيرة، مع وجود أراض زراعية ومناطق شاسعة من البراري غير المأهولة وغير الخاضعة للقانون.

### العصور الوسطى العليا
توسعت الزراعة في البرية في القرنين العاشر والثالث عشر، فيما أطلق عليه «الخلوصات العظيمة». خلال العصور الوسطى العليا، فأزيلت وحُرِثت العديد من الغابات والأهوار. في الوقت نفسه، خلال فترة التوسع الألماني الشرقي، أعيد توطين الألمان شرق نهري إلبه وزاله، في مناطق سكنها سابقًا عدد قليل من سلاف بولابيون. توسع الصليبيون إلى الدول الصليبية، واسترِدت أجزاء من شبه الجزيرة الإيبيرية من قبل الموريين، واستعمر النورمان إنجلترا وجنوب إيطاليا. هذه الحركات والفتوحات هي جزء من نمط أكبر من التوسع السكاني وإعادة التوطين الذي حدث في أوروبا في هذا الوقت.
تتضمن أسباب هذا التوسع والاستعمار مناخًا محسنًا يعرف باسم الحقبة القروسطية الدافئة، مما أسفر عن مواسم متزايدة ذات إنتاجية أكثر وأطول، ونهاية غارات الفايكنغ والعرب والمجريين، مما أدى إلى مزيد من الاستقرار السياسي، وسمحت التطورات في تكنولوجيا العصور الوسطى بزراعة المزيد من الأراضي، وزادت إصلاحات القرن الحادي عشر للكنيسة من الاستقرار الاجتماعي، وصعود الإقطاعية، والتي جلبت أيضًا قدرًا من الاستقرار الاجتماعي. انتعشت المدن والتجارة، وبدأ صعود الاقتصاد النقدي في إضعاف روابط القنانة التي ربطت الفلاحين بالأرض. كانت الأرض وافرةً في البداية بينما كانت اليد العاملة شحيحة، وجد اللوردات الذين يمتلكون الأرض سبلًا جديدةً لاجتذاب العمال والحفاظ عليهم. تمكنت المراكز الحضرية من اجتذاب الأقنان من أجل الحرية. مع استقرار مناطق جديدة، داخليًا وخارجيًا على حد سواء، ازداد السكان بصورة طبيعية.
إجمالًا، يقدر أن عدد سكان أوروبا بلغ ذروته بنحو 100 مليون نسمة.
- إنجلترا -تشير التقديرات إلى أن عدد سكان إنجلترا، بلغ نحو 1.5 مليون نسمة أو أكثر في عام 1086، ونما إلى ما يتراوح من 3.7 مليون إلى 5 ملايين نسمة، برغم أن تقديرات القرن الرابع عشر مستمدة من مصادر بعد وباء الطاعون الأول، وتعتمد التقديرات المتعلقة بالسكان قبل الطاعون على معدلات الوفاة المفترضة للطاعون، ونسبة الأطفال ومعدل حالات التجاوز في عائدات السكان الخاضعين للضريبة.[5]
- إيطاليا -قُدر عدد سكان إيطاليا بعدة طرق بما يتراوح بين 10 و13 مليون نسمة نحو عام 1300.[6]
- فرنسا -في عام 1328، يُعتقد أن فرنسا دعمت ما بين 13.4 مليون شخص (في منطقة جغرافية أصغر من اليوم الحاضر) و18 إلى 20 مليون شخص (في المنطقة الحالية)، ولم تبلغ هذا الأخير مرةً أخرى حتى بداية العصر الحديث.[7]

### العصور الوسطى المتأخرة
بحلول القرن الرابع عشر، توقفت حدود الزراعة المستقرة عن التوسع وكان الاستعمار الداخلي في نهايته، لكن مستويات السكان ظلت مرتفعة. تسببت سلسلة من الأحداث -والتي تسمى أحيانًا أزمة العصور الوسطى المتأخرة- في قتل الملايين بشكل جماعي. انخفض عدد سكان أوروبا فجأة، بدءًا من المجاعة الكبرى في عام 1315 والموت الأسود من عام 1348. شهدت الفترة ما بين 1348 و1420 خسائر فادحة. اختفى نحو 40% من السكان في أجزاء معينة من ألمانيا. بحسب ما ورد انخفض عدد سكان بروفنس إلى النصف وفي بعض أجزاء توسكانا، فُقِد 70% من السكان خلال هذه الفترة.
كافح المؤرخون في تفسير الأسباب التي أدت إلى وفاة العديد من الناس. شكك البعض في النظرية القديمة القائلة بأن الانخفاض في عدد السكان لم يكن ناتجًا إلا عن الأمراض المعدية، ولذلك بحث المؤرخون في العوامل الاجتماعية الأخرى، على النحو التالي:
طُرِحت حجة مالتوسية كلاسيكية مفادها أن أوروبا كانت مكتظة بالسكان: حتى في الأوقات الجيدة كانت بالكاد قادرة على إطعام سكانها. كانت إنتاجية الحبوب في القرن الرابع عشر بين 2:1 و7:1. تطور سوء التغذية تدريجيًا على مدى عقود من الزمان، الأمر الذي أدى إلى انخفاض مقاومة الأمراض، وعنى التنافس على الموارد مزيدًا من الحروب، ثم أخيرًا خُفِضت إنتاجية المحاصيل بسبب العصر الجليدي الصغير.
النظرية البديلة هي أن التنافس على الموارد أدى إلى تفاقم الخلل بين مالكي العقارات والعمال، وأن الإمداد المالي توقف عن مواكبة النشاط الاقتصادي المتزايد الثابت (كونه اموال سلعية تستند أساسًا على الفضة) فانخفضت الأجور بينما ارتفعت الإيجارات مما أدى إلى الركود الديموغرافي. أدت الظروف الاقتصادية للفقراء إلى تفاقم كارثة الطاعون لأنه لم يكن لديهم أي ملاذ، مثل الفرار إلى مسكن ريفي كبير وفاخر في البلاد على غرار النبلاء في ديكاميرون. عاش الفقراء في أماكن مزدحمة ولم يستطيعوا عزل المرضى، وكانت مناعتهم ضعيفةً بسبب نقص التغذية، وظروفهم المعيشية والعملية صعبة، والصرف الصحي سيء. انخفض عدد السكان بسبب الطاعون وغيره من الأسباب الخارجية فانخفض عرض العمالة وزادت الأجور. أدى ذلك إلى زيادة حركة العمالة وإعادة توزيع الثروة، على الرغم من محاولة أصحاب العقارات مقاومة التغيير من خلال تجميد الأجور ومراقبة الأسعار، مما ساهم في الانتفاضات الشعبية مثل ثورة الفلاحين لعام 1381. بحلول عام 1450، كان إجمالي عدد سكان أوروبا أقل بكثير من 150 عامًا مضت، ولكن جميع الفئات تمتعت بمستوى معيشة أعلى عمومًا.